# Goldschwanz-Saphirkolibri
Die Goldschwanz-Saphirkolibri (Chlorestes eliciae; Syn. Hylocharis eliciae, Trochilus eliciae) oder manchmal auch Goldschwanzsaphir ist eine Vogelart aus der Familie der Kolibris (Trochilidae). Die Art kommt von Mexiko und Belize bis nach Kolumbien vor. Der Bestand wird von der IUCN als nicht gefährdet (Least Concern) eingeschätzt.

## Merkmale
Der Goldschwanz-Saphirkolibri erreicht eine Körperlänge von etwa 8 bis 9 Zentimetern. Der gerade Schnabel der Männchen ist rot mit einer schwarzen Spitze. Die Kehle ist blauviolett bis violett, wobei das Kinn braungelb gesprenkelt ist. Die Unterseite wirkt schmutzig braungelb und grün gefleckt an den Brustflanken. Der Oberkopf, der Nacken und die Oberseite sind grün, welches an den Oberschwanzdecken in ein glänzendes Gold übergeht. Der leicht gespaltene Schwanz glitzert grüngolden. Der Oberschnabel der Weibchen kann schwärzlich sein, der Unterschnabel ist rot mit dunkler Spitze. Die violette Kehle ist vermischt mit gräulich braungelben Elementen. Die Unterseite ist blasser als bei den Männchen. Die gesamte Oberseite ist der der Männchen ähnlich.

## Verbreitung und Lebensraum
Sie leben in feuchten bis halbfeuchten Wäldern, Sekundärwäldern, Galeriewäldern und Plantagen. Sie bevorzugen schattigen aber relativ offenen Wald und Waldränder. Meist bewegen sie sich in den mittleren und oberen Straten. Sie singen oft von den Ästen der mittleren Straten auf relativ kahlen Zweigen sitzend.

## Lautäußerungen
Der lispelnd klingende Ruf geht in ein zwitscherndes Schnattern über, welches sich wie tssir-tschi, ti-ti-tit oder tssir, tschi-tschi, tschi-tschi, tschi-tschi-tsch-it-it anhört. Gelegentlich kommt es insbesondere bei Kämpfen zu einem hohen pipsigen Zwitschern.

## Unterarten
Es sind zwei Unterarten bekannt:

Verbreitungsgebiet (grün) des Goldschwanz-Saphirkolibris

- Chlorestes eliciae eliciae (Bourcier & Mulsant, 1846)[3] – Die Nominatform kommt vom Südosten Mexikos bis in den Süden Costa Ricas vor.
- Chlorestes eliciae earina Wetmore, 1967[4] – Die Unterart ist vom Westen Panamas bis in den Nordwesten Kolumbiens verbreitet. Die Oberseite ist deutlich dunkler als bei der Nominatform und wirkt dunkel metallisch grün. Das Kupferbraun an den Oberschwanzdecken und der untere Teil des Bürzels sind ebenfalls etwas dunkler. Beim oberen Teil des Bürzels ist die Färbung weniger ausgeprägt. Der metallisch bronzegrüne Schwanz wirkt matter.[4]

## Etymologie und Forschungsgeschichte
Jules Bourcier und Étienne Mulsant beschrieben den Kolibri ursprünglich unter dem Namen Trochilus Eliciae. Im Jahr 1854 führte Reichenbach ebenfalls den neuen Gattungsnamen Chlorestes für die Zimtbauchamazilie (Syn: Ornysmia cinnamomea) ein. Chlorestes ist ein griechisches Wortgebilde aus χλωρός chlōrós für „grün“ und ἐσθής, ἐσθῆτος esthḗs,esthḗtos für „Kleid, Kleidung“. Das Artepitheton »eliciae« wurde zu Ehren von Claudine Hélène Elicia Alin geb. Bourcier (1821–1902) vergeben. »Earina« leitet sich vom lateinischen Adjektiv »Earinus« ab und bedeutet »grün«.